# Маноелзињо
Маноел де Агуар Фагундес (Нитерој, 22. август 1907. — 22. новембар 1953)  је бивши бразилски фудбалер .